# Bérat
Bérat település Franciaországban, Haute-Garonne megyében. Lakosainak száma 3079 fő (2022. január 1.). Bérat Poucharramet, Bois-de-la-Pierre, Labastide-Clermont, Lavernose-Lacasse, Lherm, Longages, Rieumes és Savères községekkel határos.

## Népesség
A település népességének változása:
| Lakosok száma | 804  | 980  | 1407 | 2249 | 2777 | 2951 | 3016 | 3015 | 3063 | 3079 |
|               | 1968 | 1982 | 1999 | 2006 | 2011 | 2015 | 2017 | 2018 | 2020 | 2022 |